# 질산 암모늄
질산 암모늄(영어: ammonium nitrate)은 화학식이 NH4NO3인 암모니아의 질산염으로서, 대기압, 실온에서 백색 결정상의 고체이다. 이는 농업에서 흔히 쓰이는 고질소 비료이며, 또한 화약, 급조폭발물(IED, Improvised explosive device)에서 산화제로 쓰인다. 또한 이는 매우 대중적인 폭약인 ANFO의 주 성분이며, 염의 수화 반응이 흡열 반응이기 때문에 냉찜질 팩에도 쓰인다.
녹는점은 169.6 °C이고, 약 210 °C에서 분해되기 시작한다.

## 제법
질산과 암모니아의 산-염기 반응으로 생성되는 화합물이다.
HNO3 + NH3 → NH4NO3

## 같이 보기
- 암모니아
- 질산염